# Lista de pessoas com sinestesia
Esta é uma lista de pessoas notáveis que alegaram ter uma condição neurológica conhecida como sinestesia. A essas pessoas dá-se o nome de sinestésicos.
As estimativas de prevalência de sinestesia variam amplamente, de 1 em 4 a 1 em 25 mil - 100 mil. No entanto, a maioria dos estudos baseia-se no relato dos sinestésicos, introduzindo um viés de autorreferência.
Os meios de comunicação, incluindo o Pitchfork, notaram criticamente o número considerável de artistas musicais dos anos 2010 em diante que afirmam ser sinestésicos, observando que "sem testar literalmente cada pessoa que aparece na imprensa como um sinestésico, é extremamente difícil dizer quem o tem e quem está mentindo descaradamente em nome do prestígio cultural" e que as alegações de experimentar a sinestesia podem ser empregadas "como uma via expressa para o gênio criativo".

## Lista de sinestésicos
- Lista em ordem alfabética

| Nome                  | Tipo de sinestesia       | Período em que viveu | País                        | Profissão                                                       | Notas | Fonte                |
| --------------------- | ------------------------ | -------------------- | --------------------------- | --------------------------------------------------------------- | --- | -------------------- |
| Adil Omar             | Sinestesia múltipla      | b. 1991              | Paquistão                   | Cantor, compositor, produtor musical                            | | [ 3 ]                |
| Alessia Cara          | Sinestesia múltipla      | b. 1996              | Canadá                      | Cantora e compositor                                            | | [ 4 ] [ 5 ]          |
| Andy Partridge        | Sinestesia múltipla      | b. 1953              | Reino Unido                 | Cantor e compositor                                             | | [ 6 ] [ 7 ]          |
| Bea Miller            | Cromestesia              | b. 1999              | Estados Unidos              | Cantora, compositora e atriz                                    | | [ 8 ]                |
| Beyoncé               | Cromestesia              | b. 1981              | Estados Unidos              | Cantora, compositora, produtora musical, dançarina e atriz      | | [ 9 ] [ 10 ] [ 11 ]  |
| Billie Eilish         | Sinestesia múltipla      | b. 2001              | Estados Unidos              | Cantora e compositora                                           | | [ 12 ]               |
| Billy Joel            | Sinestesia múltipla      | b. 1949              | Estados Unidos              | Cantora, compositora e pianista                                 | | [ 13 ] [ 14 ]        |
| Bloem de Ligny        | Sinestesia múltipla      | b. 1978              | Países Baixos               | Cantor                                                          | | [ 15 ] [ 16 ]        |
| Brendon Urie          | Sinestesia múltipla      | b. 1987              | Estados Unidos              | Cantor                                                          | | [ 17 ] [ 18 ]        |
| Carol Steen           | Sinestesia múltipla      | b. 1943              | Estados Unidos              | Artista                                                         | Co-fundou a American Synesthesia Association. | [ 19 ] [ 20 ]        |
| Charli XCX            | Cromestesia              | b. 1992              | Reino Unido                 | Cantora e compositora                                           | | [ 22 ]               |
| Daniel Tammet         | Não especificado         | b. 1979              | Reino Unido                 | Autor                                                           | | [ 23 ]               |
| David Hockney         | Cromestesia              | b. 1937              | Reino Unido                 | Artista, designer de palco e fotógrafo                          | | [ 24 ]               |
| Duke Ellington        | Cromestesia              | 1899–1974            | Estados Unidos              | Compositor, pianista, bandleader                                | | [ 25 ]               |
| Eves Karydas          | Cromestesia              | b. 1994              | Austrália                   | Cantor e compositor                                             | | [ 26 ] [ 27 ]        |
| Finneas O'Connell     | Sinestesia múltipla      | b. 1997              | Estados Unidos              | Músico, produtor musical e ator                                 | | [ 28 ]               |
| Frank Iero            | Cromestesia              | b. 1981              | Estados Unidos              | Cantor, compositor, guitarrista y artista                       | Miembro de My Chemical Romance |                      |
| Frank Ocean           | Cromestesia              | b. 1987              | Estados Unidos              | Cantor, compositor, produtor e artista                          | Lançou Channel Orange em 2012, um álbum com o tema em torno de sua própria sinestesia                                                            | [ 29 ]               |
| Franz Liszt           | Cromestesia              | 1811–1886            | Hungria                     | Compositor, pianista                                            | | [ 30 ] [ 31 ] [ 13 ] |
| Greg Jarvis           | Sinestesia cor-grafêmica | 1944–1986            | Canadá                      | Músico                                                          | Fundou a Associação Canadense de Sinestesia. | [ 32 ] [ 33 ] [ 34 ] |
| Holly Smale           | Emoções para cores       | b. 1981              | Reino Unido                 | Escritor                                                        | | [ 35 ]               |
| Ida Maria             | Cromestesia              | b. 1984              | Noruega                     | Cantora e compositora                                           | | [ 36 ] [ 37 ]        |
| Itzhak Perlman        | Sinestesia cor-grafêmica | b. 1945              | Israel/ Estados Unidos      | Violinista, maestro e professor de música                       | | [ 14 ]               |
| Jack Coulter          | Cromestesia              | b. 1994              | Reino Unido                 | Artista                                                         | | [ 38 ] [ 39 ]        |
| Jean Sibelius         | Não especificado         | 1865–1957            | Finlândia                   | Compositor e violinista                                         | | [ 13 ]               |
| Jennifer Cook O'Toole | Sinestesia múltipla      | b. 1975              | Estados Unidos              | Autor                                                           | | [ 40 ]               |
| Jimi Hendrix          | Cromestesia              |                      | Estados Unidos              | Músico                                                          | | [ 41 ]               |
| Kanye West            | Sinestesia múltipla      | b. 1977              | Estados Unidos              | Rapper, cantor, compositor, produtor musical e designer de moda | | [ 28 ] [ 42 ]        |
| Lorde                 | Cromestesia              | b. 1996              | Nova Zelândia               | Cantora e compositora                                           | | [ 43 ] [ 44 ]        |
| Maggie Rogers         | Cromestesia              | b. 1994              | Estados Unidos              | Cantora, compositora e produtora musical                        | | [ 45 ]               |
| Marian McPartland     | Cromestesia              | 1918–2013            | Reino Unido/ Estados Unidos | Pianista de jazz                                                | | [ 46 ]               |
| Marilyn Monroe        | Gosto para cor           | 1926-1962            | United States               | Atriz                                                           | | [ 47 ] [ 48 ]        |
| Marina Diamandis      | Sinestesia múltipla      | b. 1985              | Reino Unido                 | Cantora e compositora                                           | | [ 49 ] [ 50 ]        |
| Mary J. Blige         | Som para cor             | b. 1971              | Estados Unidos              | Cantora, compositora e atriz                                    | | [ 51 ]               |
| Nikola Tesla          | Cromestesia              | 1856–1943            | Sérvia/ Estados Unidos      | Inventor                                                        | | [ 52 ]               |
| Osmo Tapio Räihälä    | Sinestesia cor-grafêmica | b. 1964              | Finlândia                   | Compositor                                                      | | [ 53 ]               |
| Patricia Lynne Duffy  | Não especificado         | b. 1952              | Estados Unidos              | Autor                                                           | Escreveu “Blue Cats and Chartreuse Kittens”, o primeiro livro de um sinestésico sobre sinestesia. Co-fundou a American Synesthesia Association . | [ 54 ]               |
| Pharrell Williams     | Cromestesia              | b. 1973              | Estados Unidos              | Cantor, rapper, compositor, produtor musical e designer de moda | | [ 14 ] [ 13 ]        |
| Ramin Djawadi         | Cromestesia              | b. 1974              | Alemanha                    | Compositor de trilhas sonoras                                   | | [ 55 ]               |
| Richard David James   | Não especificado         | b. 1971              | Irlanda                     | Músico, compositor, remixer e DJ                                | | [ 56 ]               |
| Richard Wagner        | Cromestesia              | 1813–1883            | Alemanha                    | Compositor e maestro                                            | | [ 14 ]               |
| Sabrina Vlaškalić     | Sinestesia múltipla      | 1989–2019            | Sérvia                      | Guitarrista clássica                                            | | [ 57 ]               |
| Solomon Shereshevsky  | Quíntupla                | 1886-1958            | Rússia                      | Jornalista e mnemonista                                         | | [ 58 ] [ 59 ]        |
| Stephanie Morgenstern | Sinestesia múltipla      | b. 1965              | Canadá                      | Atriz e cineasta                                                | | [ 60 ]               |
| Tori Amos             | Cromestesia              | b. 1963              | Estados Unidos              | Cantora e compositora                                           | | [ 61 ]               |
| Wassily Kandinsky     | Sinestesia múltipla      | 1866-1944            | Russia                      | Artista                                                         | | [ 62 ] [ 63 ]        |

## Pseudo-sinestésicos
São considerados pseudo-sinestésicos pessoas que muitas vezes são erroneamente consideradas como tendo sinestesia porque a usaram como um artifício em sua arte, poesia ou música.
- Alexander Scriabin (6 de janeiro de 1872 - 27 de abril de 1915) provavelmente não foi um sinestésico, mas foi altamente influenciado pelas modas de salão francesa e russa. Mais notavelmente, Scriabin parece ter sido fortemente influenciado pelos escritos e palestras da mística russa, Helena P. Blavatsky, fundadora da Sociedade Teosófica e autora de obras como Ísis Sem Véu e A Doutrina Secreta.[64] Os motivos sinestésicos encontrados nas composições de Scriabin - mais notadamente em "Prometeu", composta em 1911 - são desenvolvidos a partir de ideias de Isaac Newton e seguem um círculo de quintas.[64][65][66]